# Carl Magnus Hellström
Carl Magnus Hellström, född 13 december 1789 i Veta socken, död 28 januari 1851 i Östra Skrukeby socken, var en svensk präst. 

## Biografi
Carl Magnus Hellström föddes 1789 på Gudhem i Veta socken. Han var son till mjölnaren Brynolf Carlsson och Mechtild Elisabeth Månsdotter. Hellström blev höstterminen 1809 student vid Lunds universitet och promoverades 1814 till filosofie magister. Han blev 2 juli 1817 kollega i Vadstena och prästvigdes 6 december 1818. Hellström avlade 15 december 1825 pastoralexamen och blev 29 juni 1827 kyrkoherde i Östra Skrukeby församling, där han tillträdde 1829. Han blev 28 december 1844 prost. Hellström avled 1851 i Östra Skrukeby socken.

### Familj
Hellström gifte sig 1 juni 1834 med Clara Mathilda Törner (1809–1893). Hon var dotter till översten Johan Peter Törner och Hedvig Carolina Agrell på Fröö i Lillkyrka socken. De fick tillsammans barnen Carolina Mathilda (född 1835), Carl Johan (född 1841) och Olivia (1844–1844).